# Lijst van voetbalinterlands Sovjet-Unie - Zwitserland
Deze lijst van voetbalinterlands is een overzicht van alle officiële voetbalwedstrijden tussen de nationale teams van de Sovjet-Unie en Zwitserland. De landen speelden zeven keer tegen elkaar. De eerste wedstrijd betrof een vriendschappelijk duel, gespeeld op 20 april 1966 in Bazel. Het laatste duel, een kwalificatiewedstrijd voor het Wereldkampioenschap voetbal 1986, vond plaats in Moskou op 2 mei 1985.

## Wedstrijden
| № | Plaats   | Datum            | Competitie           | Wedstrijd                 | Uitslag |
| - | -------- | ---------------- | -------------------- | ------------------------- | ------- |
| 1 | Bazel    | 20 april 1966    | Vriendschappelijk    | Zwitserland – Sovjet-Unie | 2 – 2   |
| 2 | Moskou   | 1 oktober 1967   | Vriendschappelijk    | Sovjet-Unie – Zwitserland | 2 – 2   |
| 3 | Zürich   | 12 oktober 1975  | EK 1976 kwalificatie | Zwitserland – Sovjet-Unie | 0 – 1   |
| 4 | Kiev     | 12 november 1975 | EK 1976 kwalificatie | Sovjet-Unie – Zwitserland | 4 – 1   |
| 5 | Lausanne | 13 april 1983    | Vriendschappelijk    | Zwitserland – Sovjet-Unie | 0 – 1   |
| 6 | Bern     | 17 april 1985    | WK 1986 kwalificatie | Zwitserland – Sovjet-Unie | 2 – 2   |
| 7 | Moskou   | 2 mei 1985       | WK 1986 kwalificatie | Sovjet-Unie – Zwitserland | 4 – 0   |

## Samenvatting
| Competitie        | Totaal gespeeld | Winst Sovjet-Unie | Gelijk | Winst Zwitserland | Doelsaldo Sovjet-Unie – Zwitserland |
| ----------------- | --------------- | ----------------- | ------ | ----------------- | ----------------------------------- |
| WK-kwalificatie   | 2               | 1                 | 1      | 0                 | 6 − 2                               |
| EK-kwalificatie   | 2               | 2                 | 0      | 0                 | 5 − 1                               |
| Vriendschappelijk | 3               | 1                 | 2      | 0                 | 5 − 4                               |
| Totaal            | 7               | 4                 | 3      | 0                 | 16 − 7                              |

## Details

### Zesde ontmoeting
| WK 1986 kwalificatie (Bern, Zwitserland, 17 april 1985): |              | |
| Zwitserland | 2 – 2        | Sovjet-Unie |
| Georges Bregy 43' (pen.) André Egli 90' | goals        | 36' Joeri Gavrilov 80' Anatoli Demjanenko |
| Paul Wolfisberg | bondscoach   | Eduard Malofeyev |
| Karl Engel Charles In-Albon André Egli Roger Wehrli Heinz Lüdi Alain Geiger Heinz Hermann Umberto Barberis 78' Georges Bregy Jean-Paul Brigger Dominique Cina | opstellingen | Rinat Dasajev Nikolay Larionov Ivan Vishnevskiy Anatoli Demjanenko Sergey Baltacha Sjarhej Alejnikaw Sjarhej Gotsmanaw 71' Hennadij Lytovtsjenko Joeri Gavrilov Oleh Protasov Georgiy Kondratyev |
| Marco Schällibaum 78' | wissels      | 71' Andrej Zygmantovitsj |
| Jean-Paul Brigger 59' | gele kaarten | 15' Sjarhej Gotsmanaw 18' Nikolay Larionov |

### Zevende ontmoeting
| WK 1986 kwalificatie (Moskou, Sovjet-Unie, 2 mei 1985):                           |       |             |
| Sovjet-Unie                                                                       | 4 – 0 | Zwitserland |
| Oleh Protasov 18' Oleh Protasov 39' Georgiy Kondratyev 44' Georgiy Kondratyev 45' | goals |             |